# Mariusz Jop
Mariusz Jop (Ostrowiec Świętokrzyski, Polonia, 3 de agosto de 1978) es un futbolista retirado polaco, que jugaba en la demarcación de defensa.

## Biografía
Mariusz Jop empezó su carrera futbolística en el KSZO Ostrowiec Świętokrzyski.
En 1999 ficha por el Wisła Cracovia, donde permanece cinco temporadas, a excepción de la temporada 00-01 que se marcha cedido al Widzew Łódź. Con el Wisła Cracovia se proclama dos veces campeón de Liga y Copa.
En 2004 cambia de país, recalando en el equipo ruso FC Moscú. El 21 de julio marca su primer gol en la liga rusa, convirtiéndose en el primer futbolista polaco en marcar en esa competición. En la temporada 06-07 Mariusz Jop no disfruta de muchas oportunidades, sin embargo consigue su mayor logro en ese país cuando el club realiza una muy buena temporada llegando a la final de la Copa de Rusia. En ese partido, en el que Mariusz Jop jugó, el equipo perdió por un gol a cero contra el FC Lokomotiv Moscú.

### Selección nacional
Ha sido internacional con la Selección de fútbol de Polonia en 27 ocasiones. Su debut como internacional se produjo el 30 de abril de 2003 en un partido contra Bélgica. 
Fue convocado por su selección para participar en la Copa Mundial de Fútbol de Alemania de 2006, donde jugó los 90 minutos en el partido Polonia 0 - 2 Ecuador.
También participó en la Eurocopa de Austria y Suiza de 2008, donde disputó la segunda parte del encuentro Austria 1 - 1 Polonia.

## Clubes
| Club                         | País    | Año       |
| ---------------------------- | ------- | --------- |
| KSZO Ostrowiec Świętokrzyski | Polonia | 1993-1999 |
| Wisła Cracovia               | Polonia | 1999-2000 |
| Widzew Łódź                  | Polonia | 2000-2001 |
| Wisła Cracovia               | Polonia | 2001-2004 |
| FC Moscú                     | Rusia   | 2004-2009 |
| Wisła Cracovia               | Polonia | 2009-2010 |
| Górnik Zabrze                | Polonia | 2010-2011 |

## Títulos
- 3 Ligas de Polonia (Wisła Cracovia; 2001, 2003 y 2004)
- 2 Copas de Polonia (Wisła Cracovia; 2002 y 2003)

- Datos: Q361341
- Multimedia: Mariusz Jop / Q361341